# Boér
A boérok félnemesi vagy feltételes nemesi kategóriát alkottak az egykori Fogaras vidéke területén. A régi boérok címüket a középkor végén kapták a havasalföldi fejedelmektől, Fogaras vidéki birtoklásuk idején. Eredetileg a kenézekhez hasonló falusi elöljárók voltak, később birtokosként rendelkeztek a falvak lakossága és földjei felett. A főbirtokosi jog azonban Fogaras várát illette, a boéri családok magvaszakadása esetén ingó és ingatlan vagyonuk a fogarasi várra szállt. A 16. század elején a fogarasi várnagy és a tizenkétfős boérszék ítélkezett felettük, a várnak (meglehetősen enyhe) szolgáltatásokkal tartoztak és vérdíjuk csak a fele volt az erdélyi nemesekének. Személyükben ugyan nem számítottak nemeseknek, birtokuk azonban nemesi immunitást élvezett, és jobbágyokat is tarthattak. Mivel a cirill betűs, óegyházi szláv nyelvű kiváltságleveleket az Erdélyi Fejedelemség időszakában nehéz volt ellenőrizni, általánossá vált a boéri címmel való visszaélés. Az 1647-es vizsgálatkor például 108 család boéri címét erősítették meg, 88-ét azonban hamisnak találták. A 17. században a fogarasi váruradalmat birtokló erdélyi fejedelmek is adományoztak boéri címeket. Az új boérok a földhasználat fejében kísérni tartoztak a fejedelmeket. Szerepük főként Apafi idején értékelődött fel, amikor a fejedelem ideje legnagyobb részét Fogarason töltötte. Erdélynek a Habsburg Birodalomhoz való csatolásától 1867-ig jogállásuk vitatott volt.